# Charles Robinson (ator)
Charles Robinson (Houston, 9 de novembro de 1945 – Los Angeles, 11 de julho de 2021) foi um ator de teatro, televisão e filme estadunidense . Ele é mais conhecido por seu papel como Mac Robinson na série de comédia da NBC Night Court. Desde 1960, é membro do Actors Studio e é considerado pelo dramaturgo Lyle Kessler ser "um dos grandes atores americanos".[carece de fontes?]
No início da carreira, ele era um cantor como um adolescente com o grupo Archie Bell and the Drells e mais tarde com um grupo chamado Southern Clouds of Joy.
Créditos de Robinson incluem aparições em  Black Gestapo, The White Shadow, Flamingo Road, The Fresh Prince of Bel Air, Touched by an Angel e Antwone Fisher. Buffalo Bill não recebeu o sucesso que era esperado então foi cancelada após uma temporada e substituído por Night Court. Robinson foi escalado como Mac Robinson após a primeira temporada em 1984, e desempenhou o papel até Night Court terminar em 1992, ele também dirigiu três episódios da série. Robinson interpretou um personagem recorrente Bud Harper Home Improvement e continuou a aparecer em séries incluindo House MD, The Bernie Mac Show, My Wife and Kids, Soul Food, Charmed, How I Met Your Mother e My Name Is Earl.
Em 2010, Robinson trabalhou no Festival Shakespeare Oregon e co-estrelou o filme Jackson (2008). Robinson apareceu como "Troy" em August Wilson, como Fences em South Coast Repertory em Costa Mesa, CA de 22 de janeiro de 2010 até 21 de fevereiro de 2010.
Morreu em 11 de julho de 2021 no Ronald Reagan UCLA Medical Center em Los Angeles, aos 75 anos de idade, devido a uma parada cardíaca com falência de múltiplos órgãos.